# Грегорио де Сеспедес
Грегорио де Сеспедес (исп. Gregorio de Céspedes, 1551–1611) — испанский католический священник, отец-иезуит, миссионер.
Родился в Мадриде, в благородной семье. В 1569 году стал членом Общества Иисуса. В 1575 году принял священство. С 1577 года работал в Японии. Имел встречи с Одой Нобунагой и магнатами острова Кюсю. Крестил дочь Акэти Мицухидэ, Тамако (Грацию), был её духовником. Также крестил магнатов Гамо Удзисато, Куроду Ёситаку, Макимуру Тосисаду и других.
В 1587 году назначен сьюпириором Осаки. После указа Тоэтоми Хидэёси 1587 года об изгнании миссионеров жил в Хирадо. Во время Корейской войны (1592-1598) стал первым из миссионеров, которые проповедовали христианство в Корее. Сопровождал войска японского магната-христианина Кониси Юкинаги.
После трагической гибели Грации в 1600 году провёл пышные похороны. Пользовался доверием её мужа, магната-буддиста Хосокавы Тадаоки, правитель Кокуры, при помощи чего в 1601 году основал там иезуитский коллегиум и церковь. Умер в Кокуре.